# The Changeling (album)
The Changeling è un album in studio del gruppo new wave britannico Toyah, pubblicato nel 1982.

## Tracce
Side 1
1. Creepy Room - 3:20
2. Street Creature - 4:01
3. Castaways - 3:57
4. The Druids - 3:31
5. Angel & Me - 4:47

Side 2
1. The Packt - 4:52
2. Life in the Trees - 3:17
3. Dawn Chorus - 3:53
4. Run Wild, Run Free - 4:02
5. Brave New World - 5:31

## Formazione
- Toyah Willcox – voce, effetti
- Joel Bogen – chitarra, tastiera, voce
- Andy Clark – tastiera
- Phil Spalding – basso, voce
- Simon Phillips – batteria, percussioni